# Röck Aladár
Röck Aladár Pál (Miskolc, 1883. november 15. – Miskolc, 1936. február 12.) a Miskolci Ügyvédi Kamara elnöke, Miskolc város és Borsod-Gömöry és Kishont vármegye tiszteletbeli főügyésze és törvényhatósági bizottságának a tagja, a Tiszai evangélikus egyház kerület ügyésze, a Hegyaljai Egyházmegye törvényszékének bírája.

## Családja és származása
A régi ágostai hitvallású polgári származású Röck család sarja. Atyja Röck Gyula (1851–1887), miskolci köz- és váltóügyvéd, akit fia még kisgyermek korában vesztett el; anyja a római katolikus nemesi származású persai Persay családból való persai Persay Róza (1860–1945) asszony volt. Az apai nagyszülei Röck István (1819–1898), miskolci szitás-mester, kereskedő, és Boross Terézia (1823–1916) voltak; ennek a Röck Istvánnak az apai nagybátyja Röck István (1775–1850), szitás-mester, gépgyáros, ipari úttörő volt. Röck Aladárnak az anyai nagyszülei persai Persay Sándor (1818–1885) okleveles gyógyszerész, ceglédi gyógyszertár tulajdonos és Rigler Anna (1827–1876) voltak. Röck Aladárnak az anyai nagybátyja persai dr. Persay Ferenc (1854–1937) Bars vármegye utolsó magyar alispánja, Bars vármegye tiszti főügyésze, hírlapíró, az irredentista Honvédelmi Párt korelnöke. Röck Aladárnak a fivére dr. Röck Béla (1884–1958) földművelésügyi miniszteri osztályfőnök volt.

## Élete
Tanulmányainak elvégzése után Röck Aladár 1910-ben nyert ügyvédi oklevelet, onnantól fogva Miskolcon folytatott ügyvédi gyakorlatot. Az első világháború kitörésekor rögtön hadbavonult, a tüzéreknél szolgált, számtalan csatában vett részt, a Második piavei csatában olasz fogságba esett, a fogságban súlyosan megbetegedett, betegségéből azonban szerencsésen felépült.
Vitéz magatartásáért több kitüntetést kapott, az első világháború végén, mint emléklapos tüzérszázados szerelt le. A miskolci kamara igazgatóválasztmányának 25 éven át volt tagja. 1924-re dr. Röck Aladár ügyvéd, Borsod és Gömör ideiglenesen egyesített vármegyék tiszteletbeli főügyésze volt. Három évvel a halála előtt a kamara tagjainak bizalma a kamara elnöki-székébe ültette. Ebben a méltóságában tekintéllyel és szeretettel, pártatlan igazságérzettel szolgálta az ügyvédség kari érdekeit és lankadatlan szorgalommal dolgozott az utolsó napokig. Az ügyvédi kamaraérdekeltségi részéről volt tagja Borsod vármegye törvényhatósági és virilis alapon Miskolc város törvényhatósági bizottságának. Mint a város törvényhatósági bizottságának tagja, benn ült a legfontosabb bizottságokban, így az igazoló választmányban, a jogügyi bizottságban és a közgyűlésben. Hű tagja volt evangélikus egyházának, amelynél nagy és önzetlen munkát végzett. Tagja volt az egyháztanácsnak, elnöke a tanulóképző intézetet fenntartó hatósági bizottságnak, tagja a jogakadémia tanárválasztó bizottságának. Társelnöke volt az országos ügyvédszövetségnek és választmányi tagja az ügyvédek gyámolító és nyugdíjintézetének.

## Házassága
Röck Aladár 1927-ben Miskolcon, elvette feleségül özvegy Sztrolny Jenő ügyvédné Allender Elza asszonyt, akinek a szülei Allender Henrik (1856–1931), magyar királyi udvari tanácsos, főbánya-tanácsos, magyar királyi állami vas- és acélgyári igazgató, a diósgyőri vas- és acélgyár főnöke, a diósgyőri református egyházi főgondnoka, a Ferenc József rend lovagja, és Popischil Marianne (1870–1916) voltak.